# Илия Антонов
Илия Антонов Манолев е български просветен и обществен деец и политик от Македония.

## Биография
Роден е в 1888 година в будно българско семейство в македонския град Петрич, тогава в Османската империя, днес в България. Завършва Сярското педагогическо училище в 1908 година. Става учител и преподава в Петрич в учебните 1908/1909, 1909/1910 и 1910/1911 година. През 1909 година под негово ръководството е организирана ученическа юнашка (гимнастическа) дружина в града. Той е оркестрант в местния български оркестър „Струна“. През 1910 година Антонов е избран за член на ръководството на Петричкото околийско учителско дружество. През учебната 1911/1912 година е преместен за учител в Прилеп. През 1912 година е председател на българското гимнастическо дружество в града "Златовръшки юнак".
В 1919 година става кмет на родния си град.